# Eudistylia polymorpha
Eudistylia polymorpha (Johnson, 1901) è un anellide policheta canalipalpato della famiglia dei Sabellidae.